# Kotwica

Budowa kotwicy na przykładzie kotwicy admiralicji. 1. Trzon 2. Pazur 3. Łapa 4. Ramię 5. Pięta (trent) 6. Poprzeczka (sztok) 7. Ucho

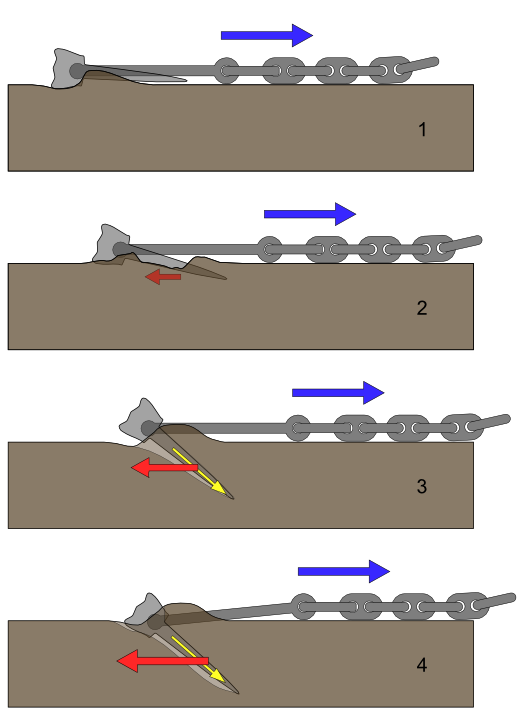
Zasada zaczepiania się kotwicy o dno po jej rzuceniu.

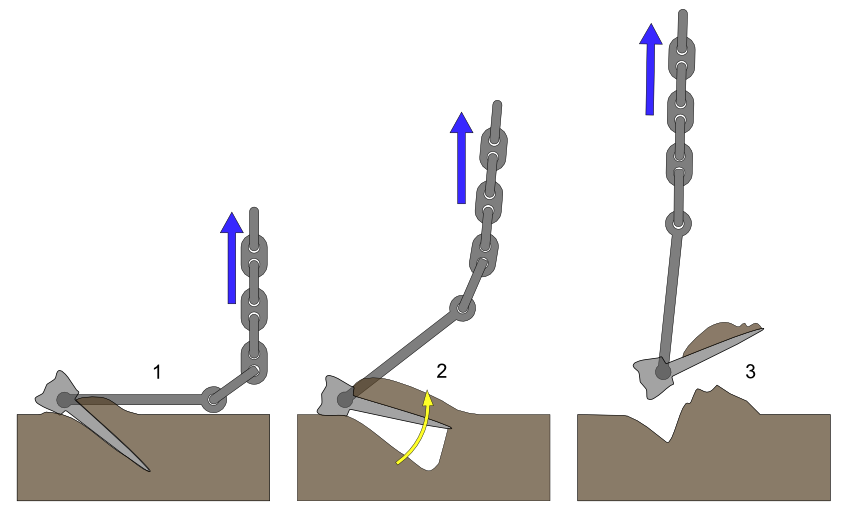
Wyrywanie kotwicy z dna.

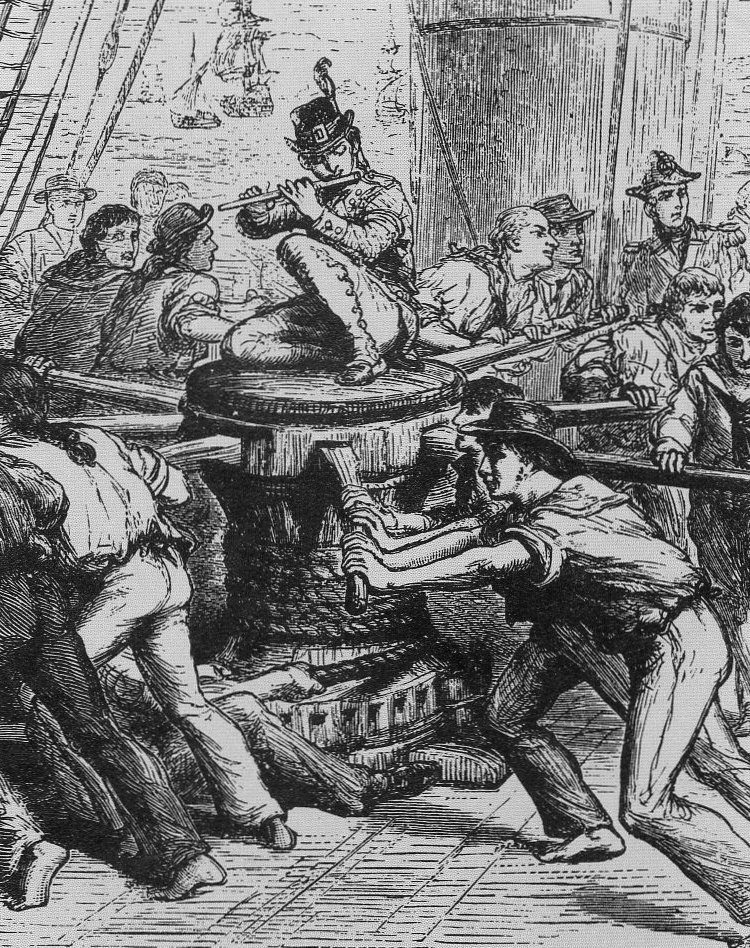
Marynarze podnoszący kotwicę przy pomocy kabestanu kotwicznego (szpilu)

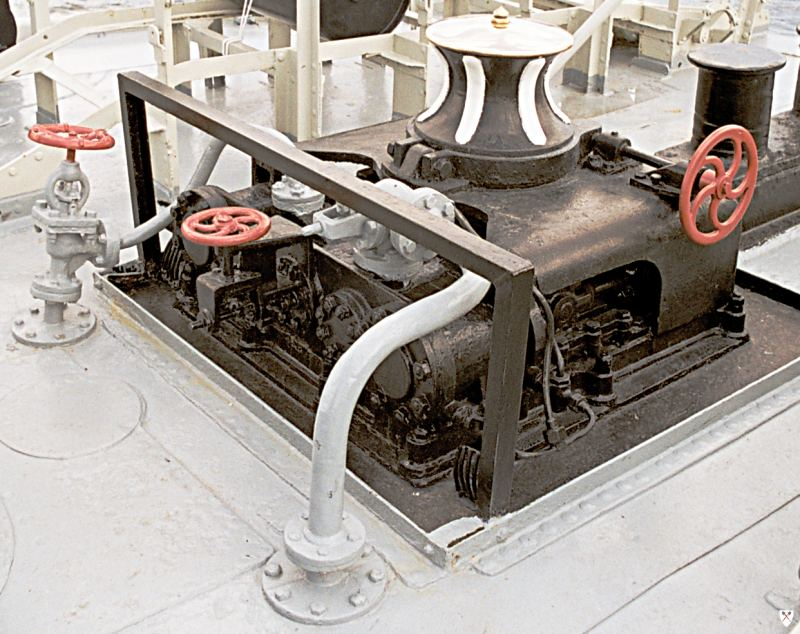
Parowy kabestan kotwiczny na ORP Błyskawica

Kotwica – element wyposażenia jednostki pływającej służący do unieruchomienia jej na wodzie przez zaczepienie o dno, niekiedy do hamowania oraz wykonywania manewrów.
Kotwice wytwarzane są najczęściej ze stali kutej bądź walcowanej, rzadziej odlewane ze staliwa. Głównymi elementami konstrukcyjnymi kotwicy są trzon oraz łapy niekiedy zakończone pazurami. Istnieje kilka podstawowych typów kotwic, różniących się budową i kształtem, wszystkie jednak działają na tej samej zasadzie: statek rzuca kotwicę, a następnie, dryfując, zaczyna ją wlec. Zmniejszenie kąta pomiędzy liną kotwiczną a dnem zbiornika, spowodowane oddalaniem się statku, prowadzi do ułożenia kotwicy w taki sposób, że łapa lub łapy zagłębiają się w dnie. Kotwica stawia duży opór, utrzymujący statek w miejscu. Konstrukcja kotwicy sprawia, że jej podniesienie jest możliwe tylko wtedy, gdy lina kotwiczna patrzy pion tj. kotwica znajduje się pionowo pod kadłubem jednostki.
Skuteczność kotwicy determinuje stosunek siły trzymającej do jej ciężaru. Siła trzymająca jest najważniejszą cechą kotwicy. Jest to siła, jaką kotwica może przenieść, nie przemieszczając się. Zależy ona głównie od rodzaju kotwicy, jej ciężaru oraz rodzaju dna w miejscu zakotwiczenia. Stąd projektant dobierający kotwicę bierze pod uwagę przede wszystkim masę jednostki, kapitan zaś, wybierając miejsce kotwiczenia, zważa na rodzaj dna.
Istotny wpływ na siłę trzymania kotwicy ma także kąt pomiędzy łańcuchem bądź liną kotwiczną i dnem. Im ten kąt jest mniejszy, tym kotwica lepiej trzyma. Przyjmuje się w praktyce, że dla dobrej pracy kotwicy na łańcuchu, długość łańcucha powinna zawierać się w przedziale 3–5 razy głębokość w miejscu kotwiczenia. Przy stosowaniu lekkiej liny kotwicznej mnożnik wynosi co najmniej 5. W pewnych okolicznościach jednak, przy ograniczonym obszarze bezpiecznego myszkowania (bliskość przeszkód nawigacyjnych, np. płycizn lub innych statków) nie można zastosować tak długiej liny. Wówczas odcinek najbliższy kotwicy zastępuje się łańcuchem albo też na linie umieszcza się dodatkowy ciężar zwany prosiakiem. Ciężar prosiaka lub końcowego odcinka łańcucha zmniejsza kąt pracy kotwicy, zwiększając tym samym siłę kotwiczenia. Względną siłę trzymania kotwicy w zależności od długości użytego łańcucha (lub liny) obrazuje krzywa Smitha.
Wymogi wyposażenia jachtu w kotwice oraz odpowiedniej długości łańcuch bądź linę są regulowane przez krajowe przepisy. W Polsce ustalenie zakresu wyposażenia ustala się na podstawie tzw. wskaźnika W, który jest funkcją wymiarów klasyfikacyjnych jednostki oraz wymiarów części kadłuba oddziałującej z wiatrem podczas postoju.

## Budowa i typy kotwic
We wszystkich typach kotwic wyróżnia się część główną – trzon oraz chwytające dno łapy. Łapy zazwyczaj zakończone są pazurami – wyjątkami od tej reguły są kotwice pługowa i patentowa Danfortha, które mają szczególnego kształtu jednolite łapy-pazury. Pazury ułatwiają zagłębianie się łap w dnie i zwiększają siłę trzymania kotwicy.

### Typy kotwic

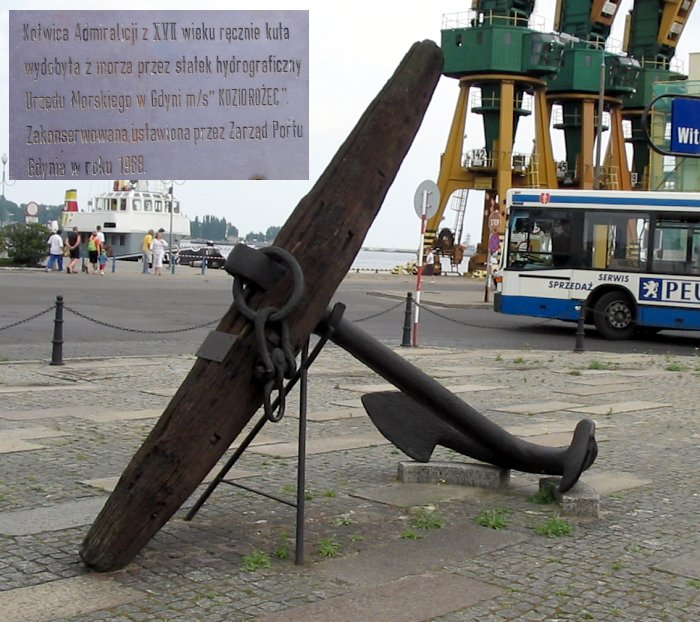
Kotwica admiralicji
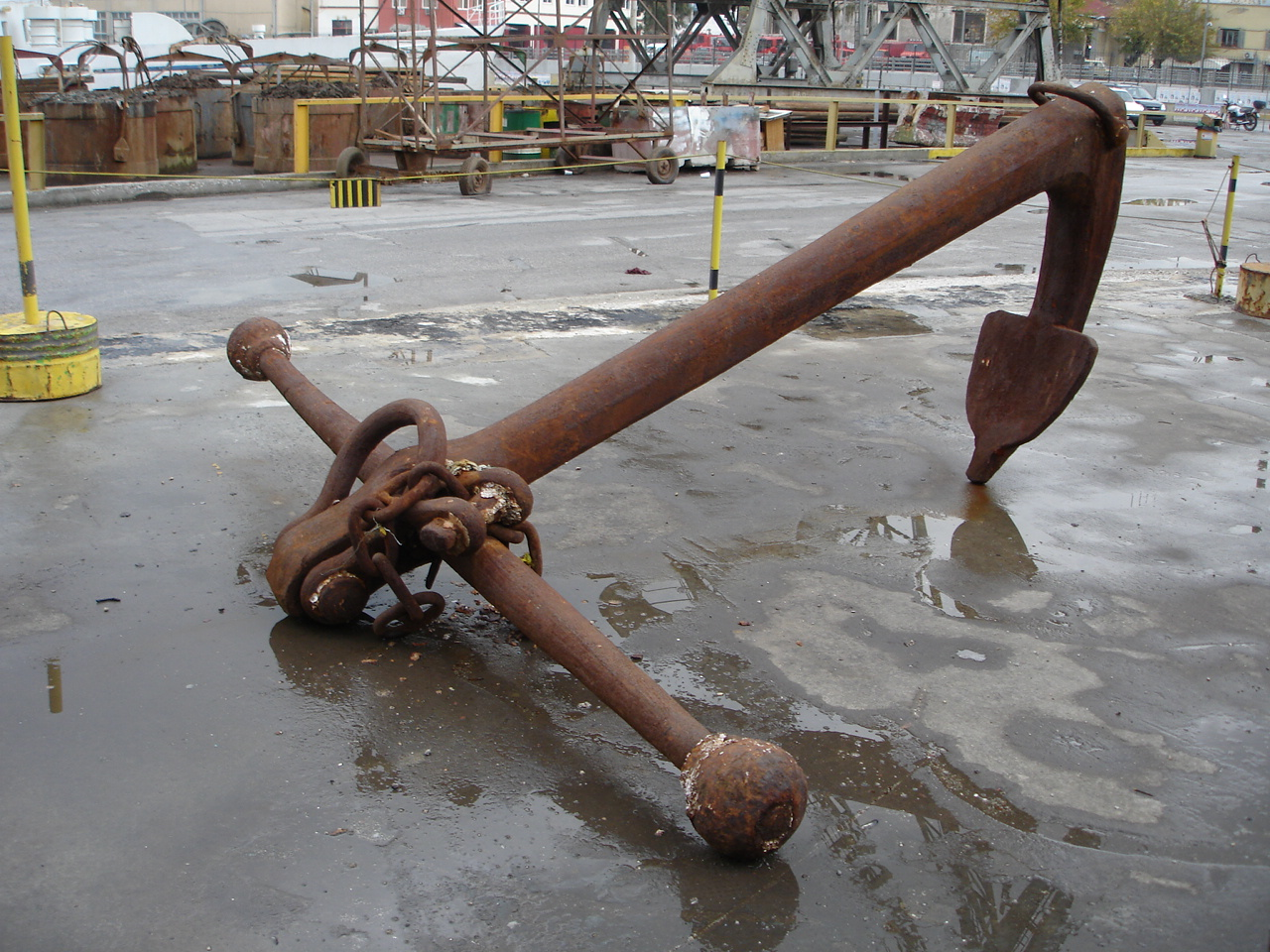
Kotwica jednołapowa
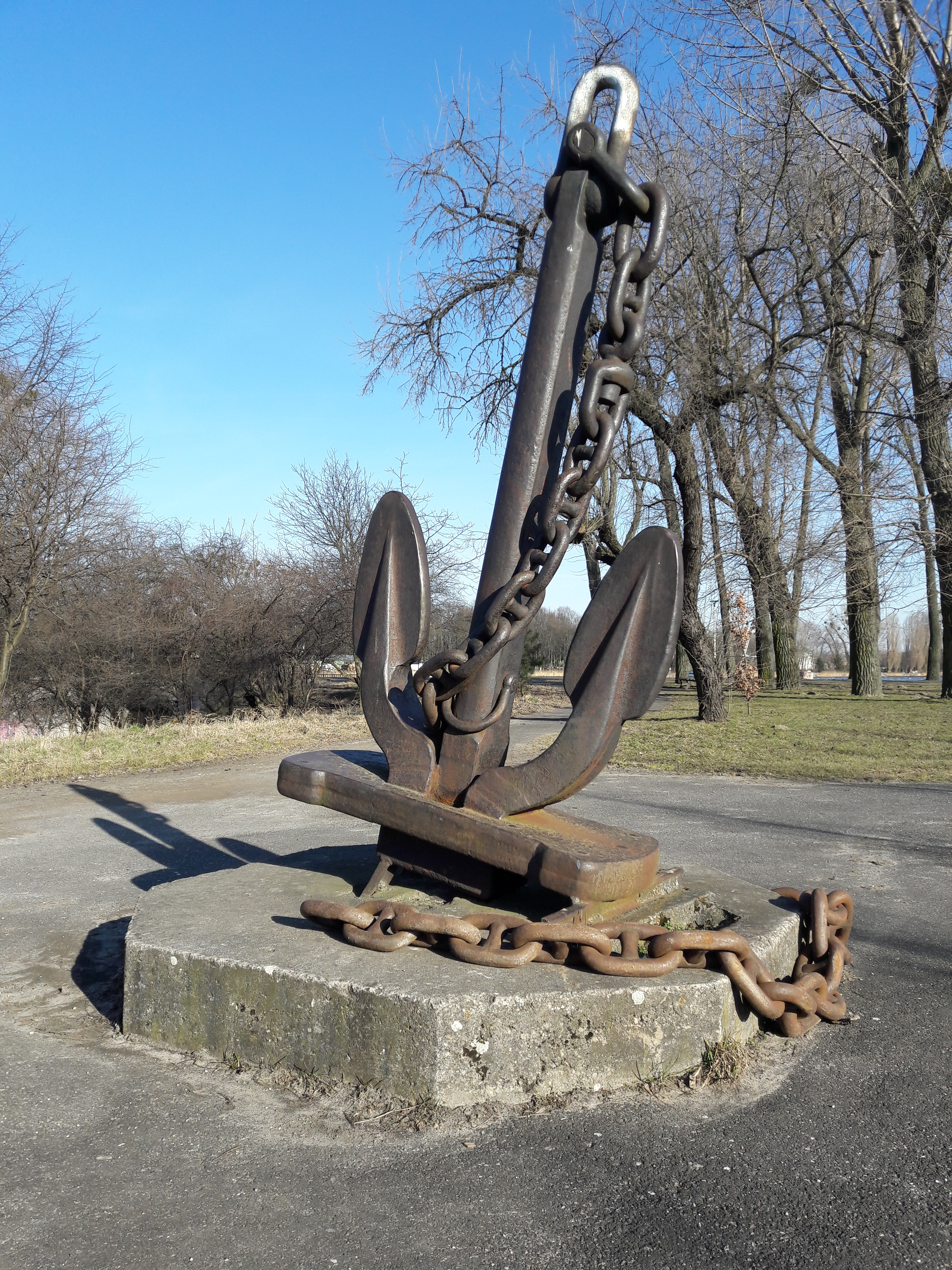
Kotwica patentowa Halla
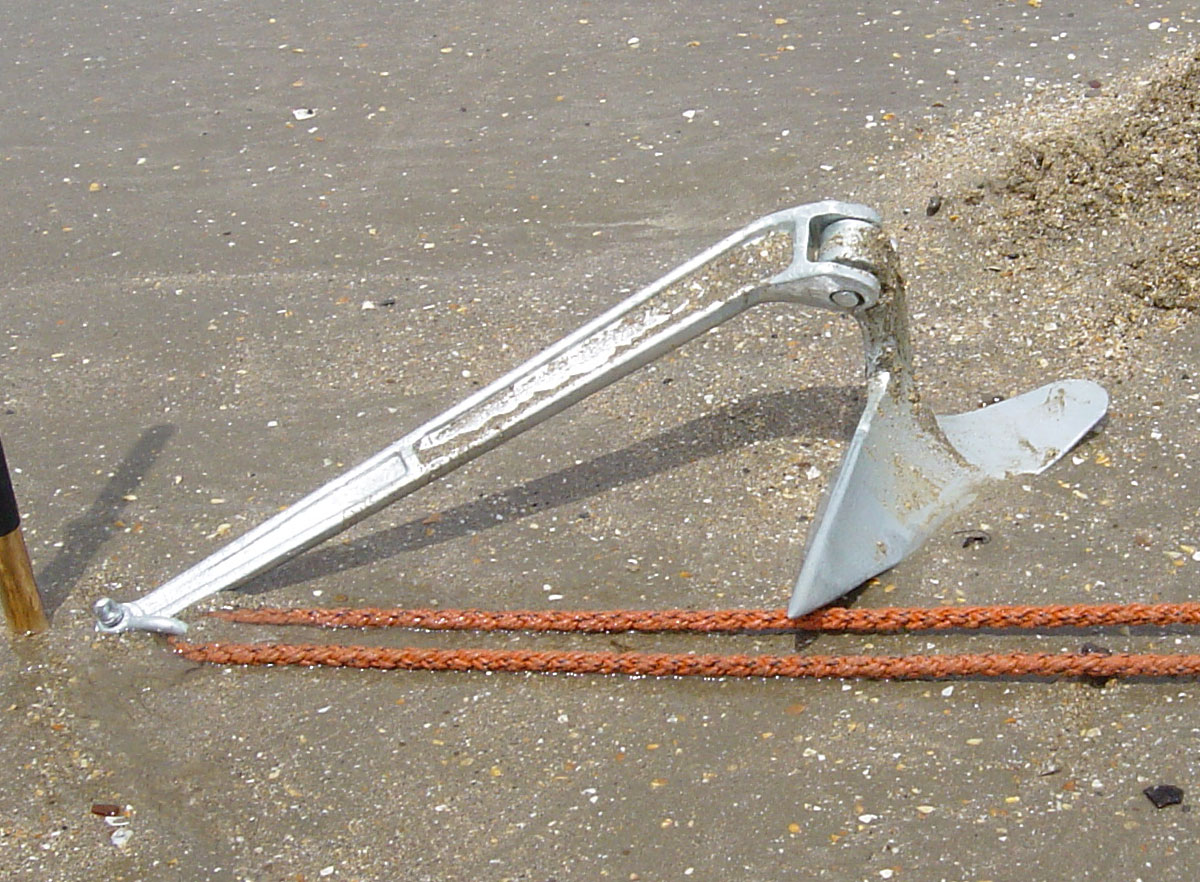
Kotwica pługowa (CQR)
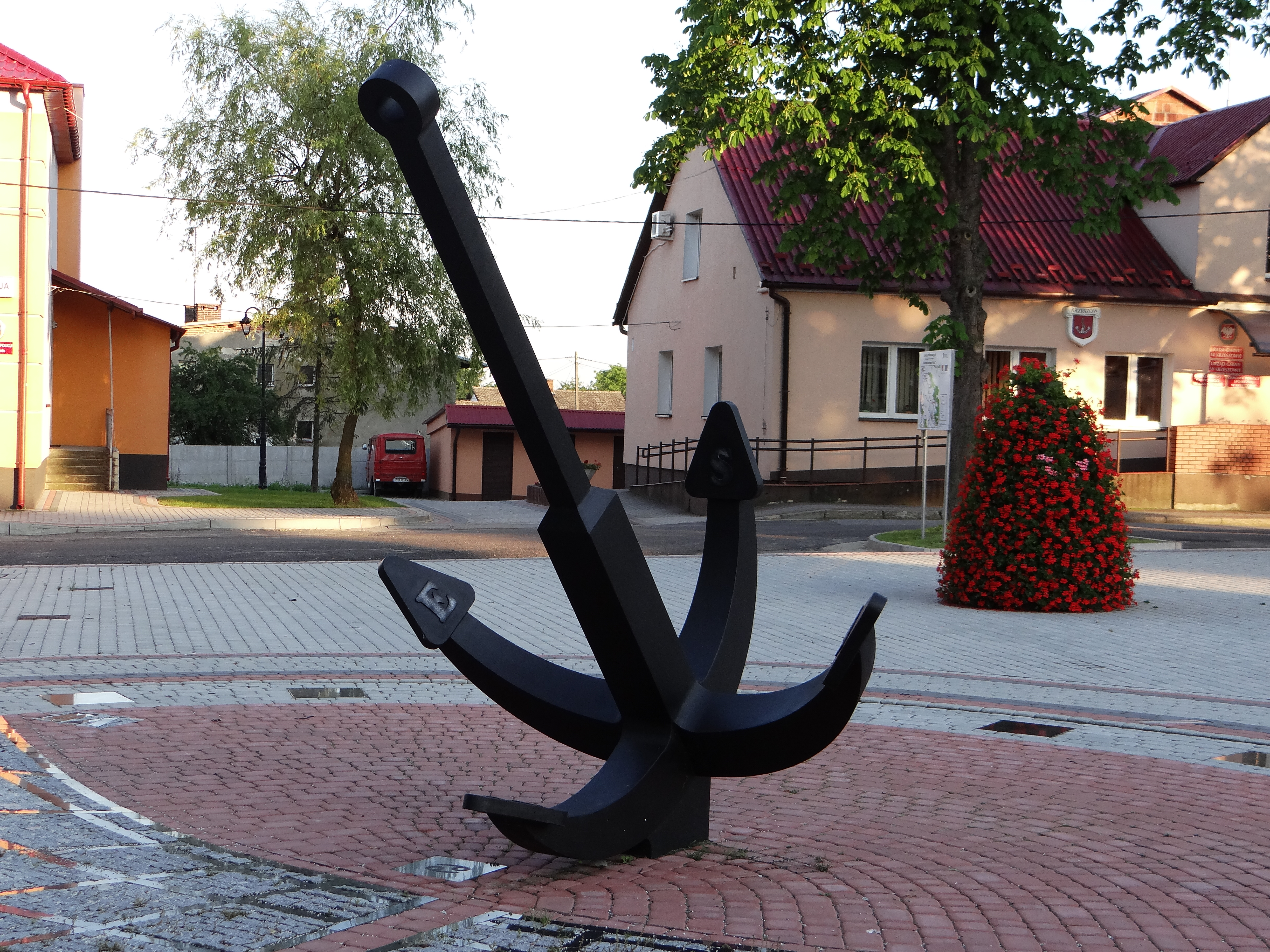
Kotwica czterołapowa
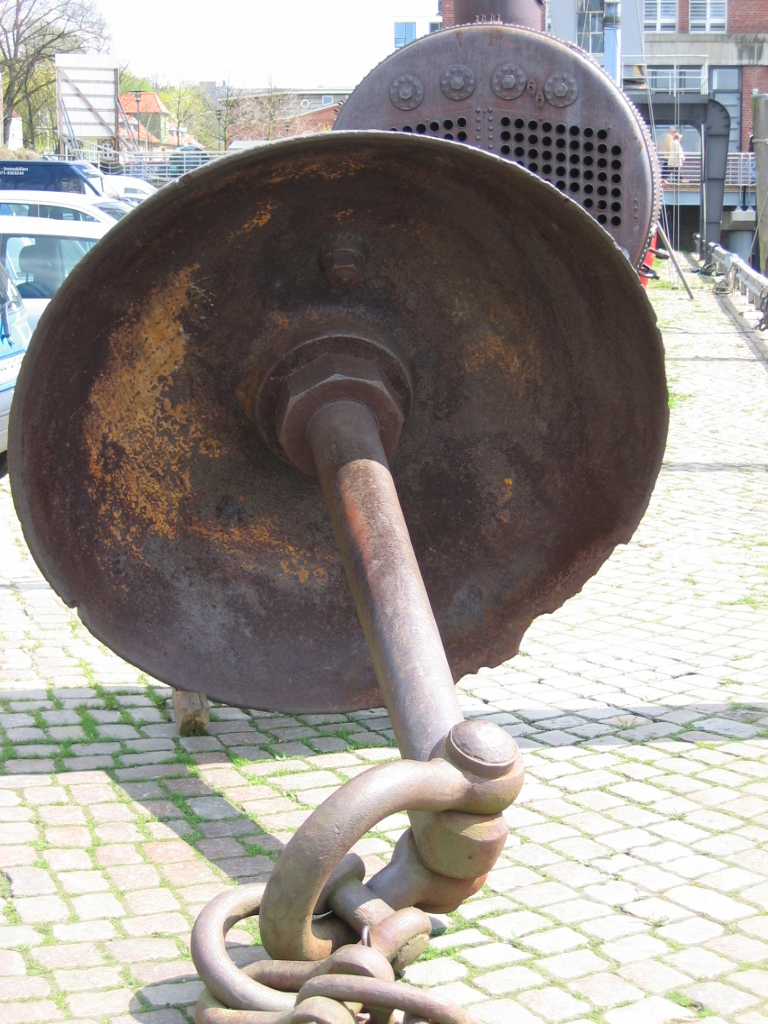
Kotwica grzybkowa
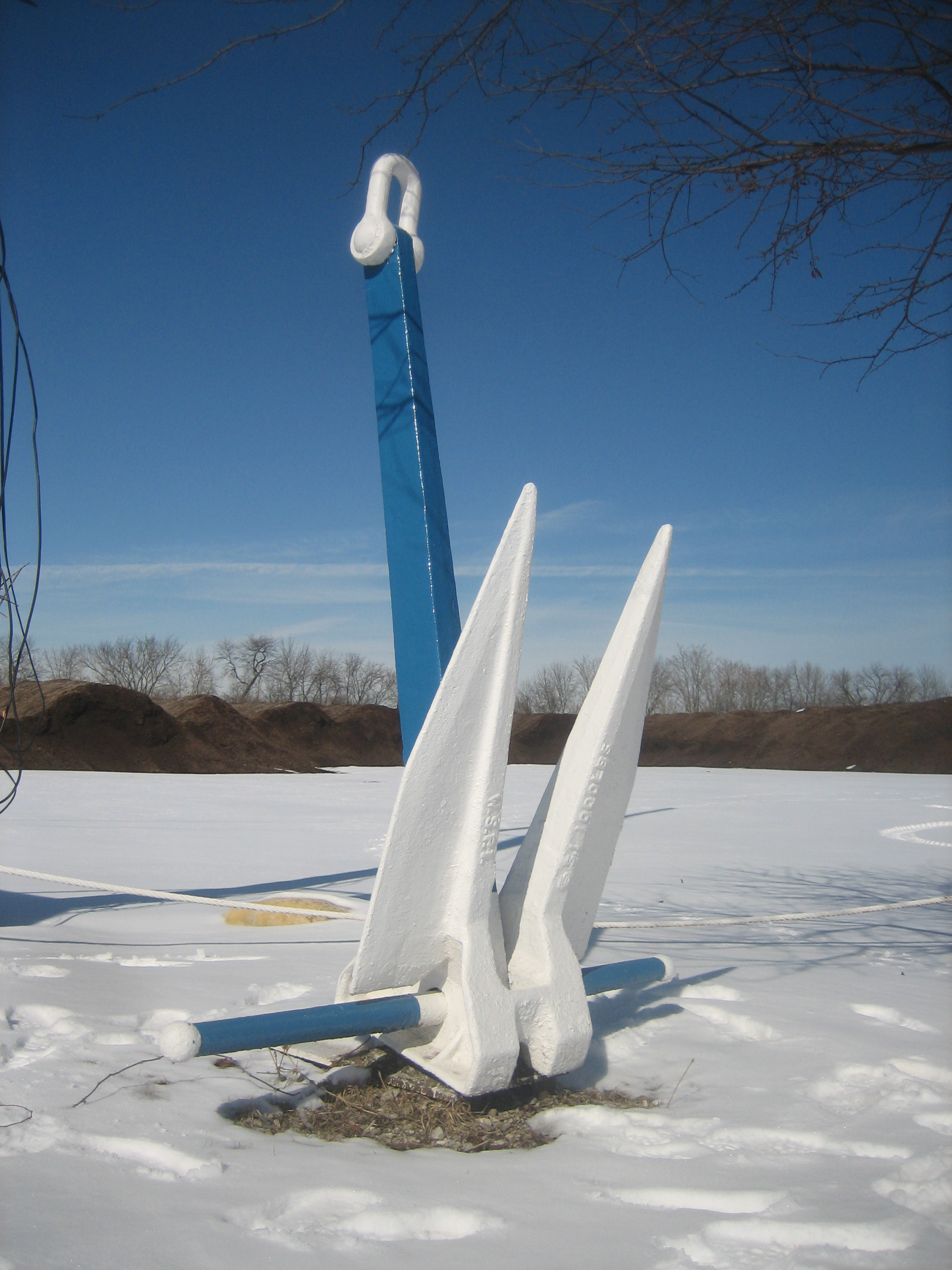
Kotwica Danfortha
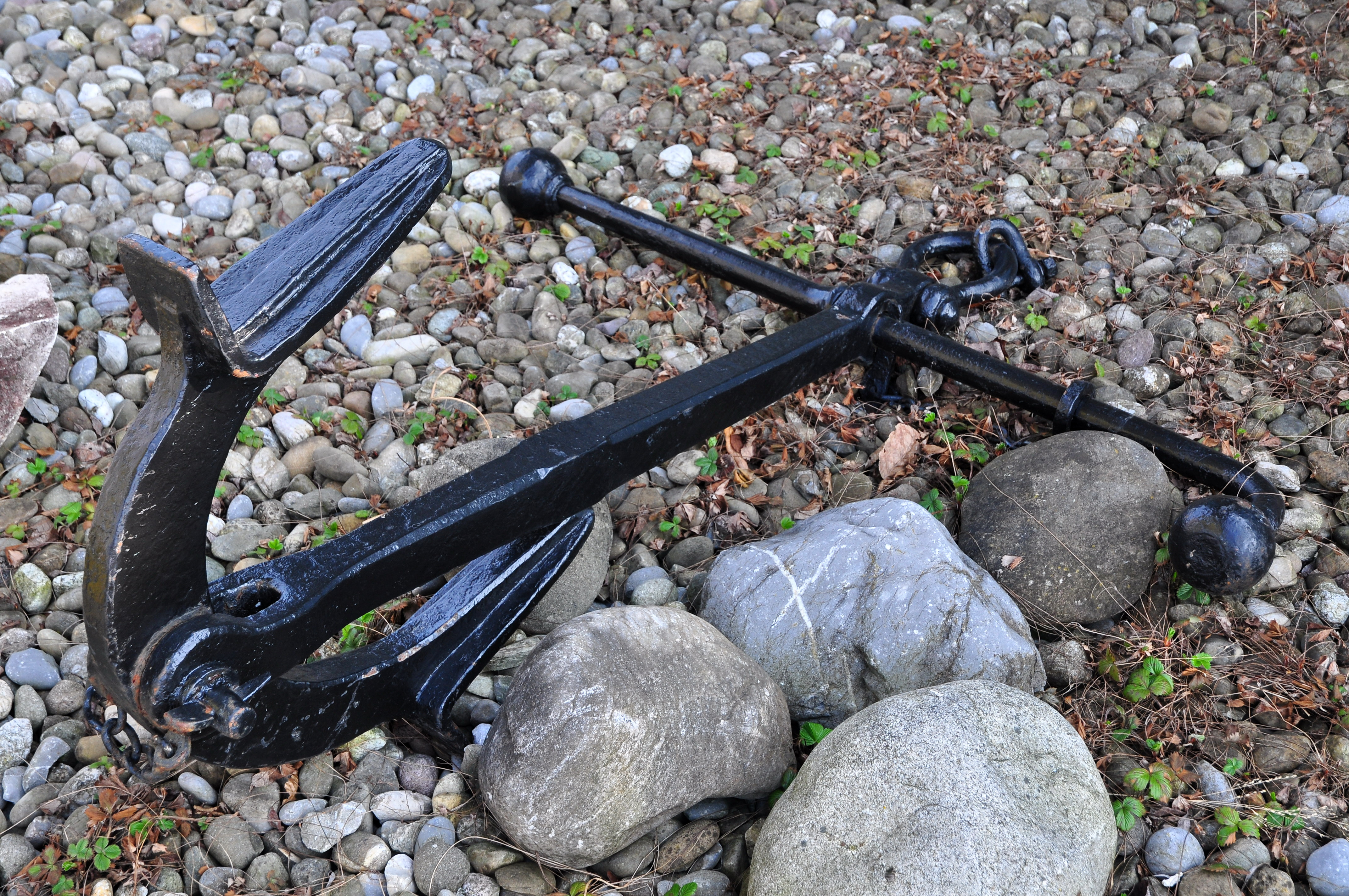
kotwica Trotmana
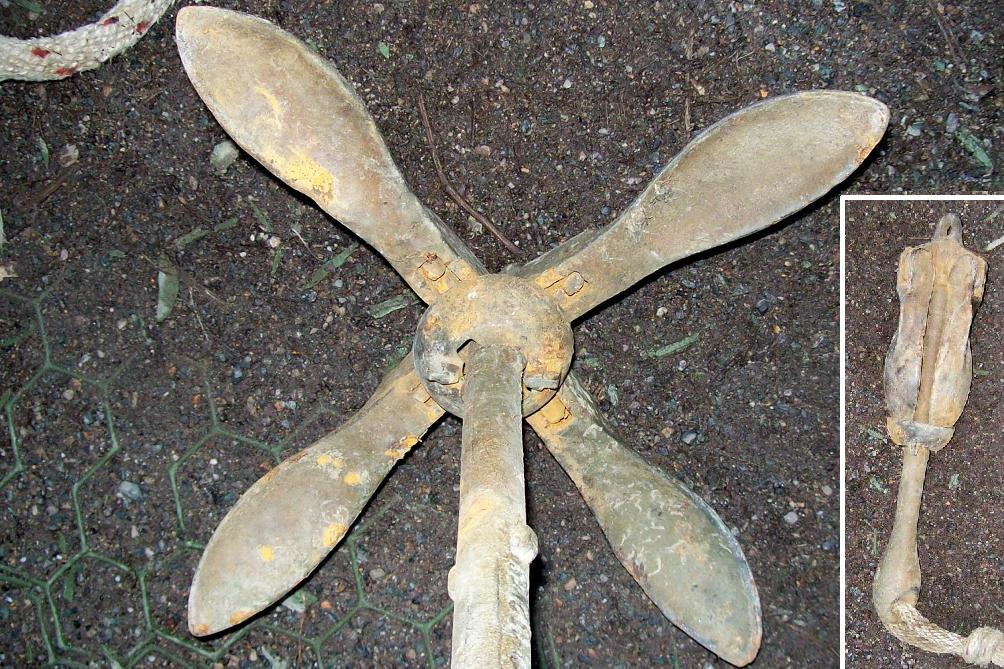
Kotwica składana
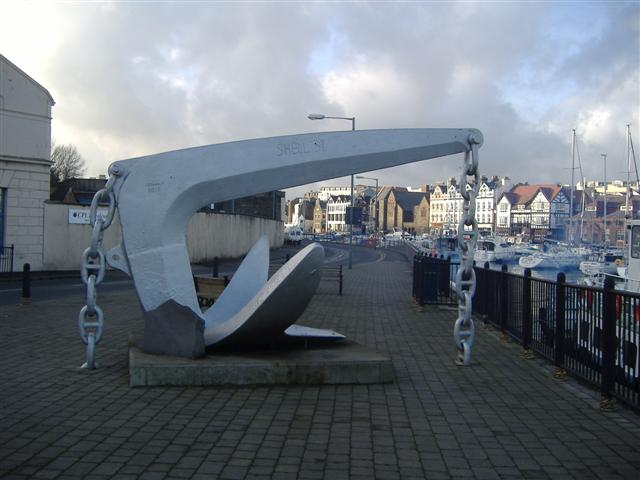
Kotwica Bruce’a
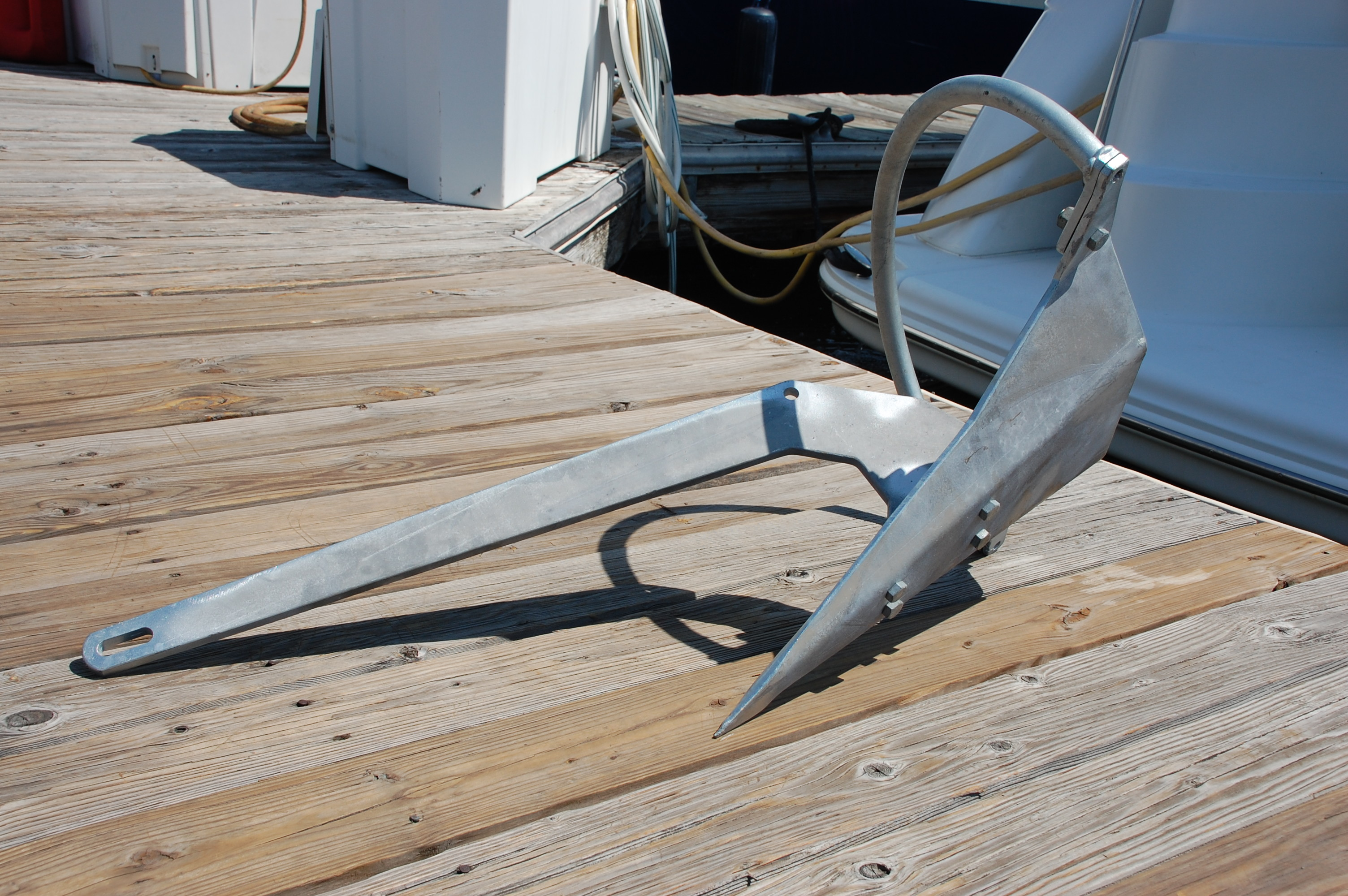
Kotwica kabłąkowa
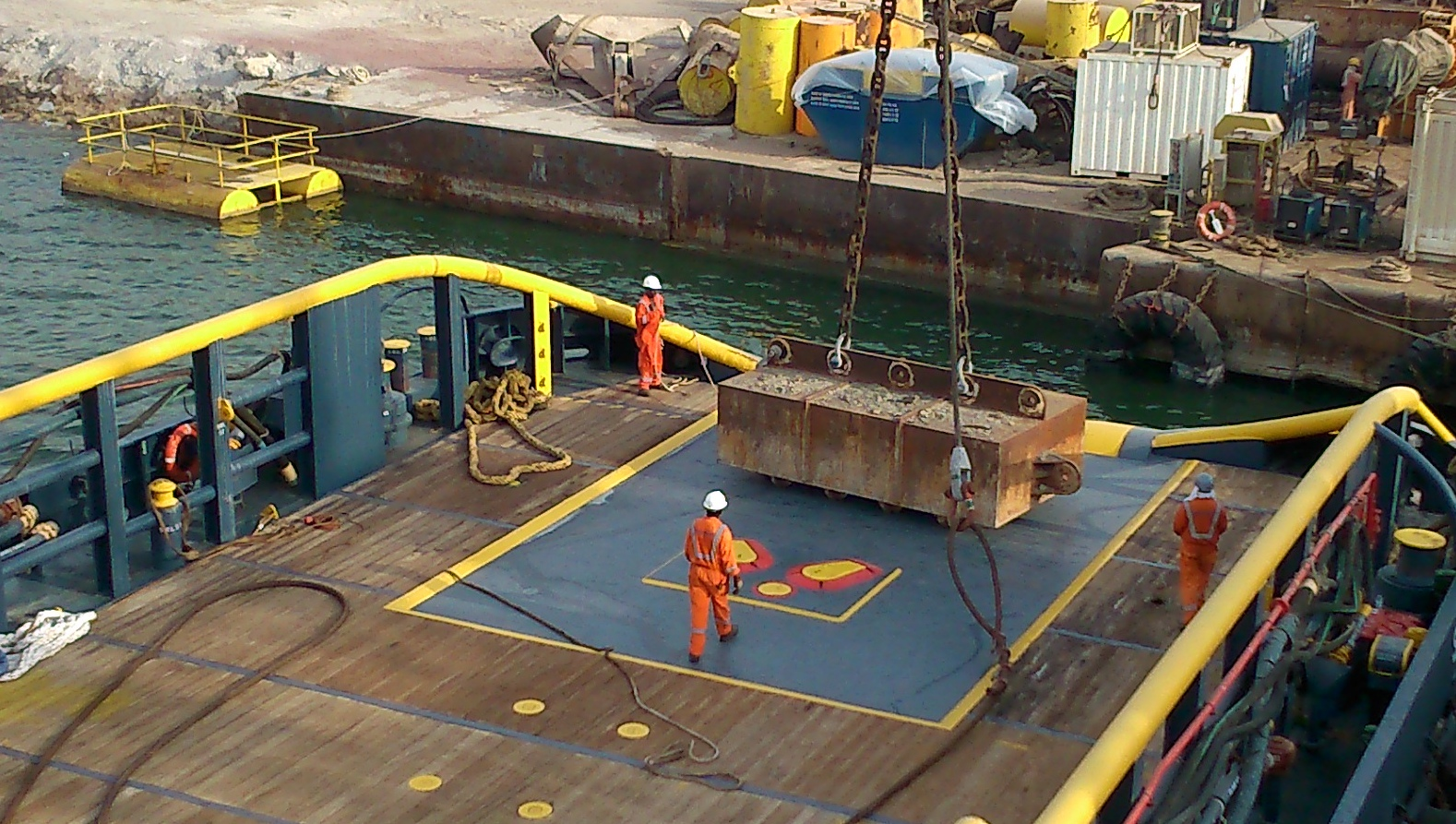
Martwa kotwica ładowana na pokład AHTS

- kotwica admiralicji oraz jej modyfikacje,
- kotwice patentowe: Danfortha, Halla, Matrosowa, Grusona, Bensona, Clyde, Britany
- kotwice pługowe: kotwica pługowa (CQR (ang. Coastal Quick Release)), kotwica Bruce’a, Delta, Rocna, Sea Claw, kotwica kabłąkowa
- kotwica jednołapowa, kotwica czterołapowa (tzw. rybacka lub drapak),
- kotwice inne: Northill, Trydent, Superb, żebrowa, Wishbone, HCA,
- kotwice martwe: segmentowa, grzybkowa, betonowa (pot. prosiak)

## Urządzenia kotwiczne

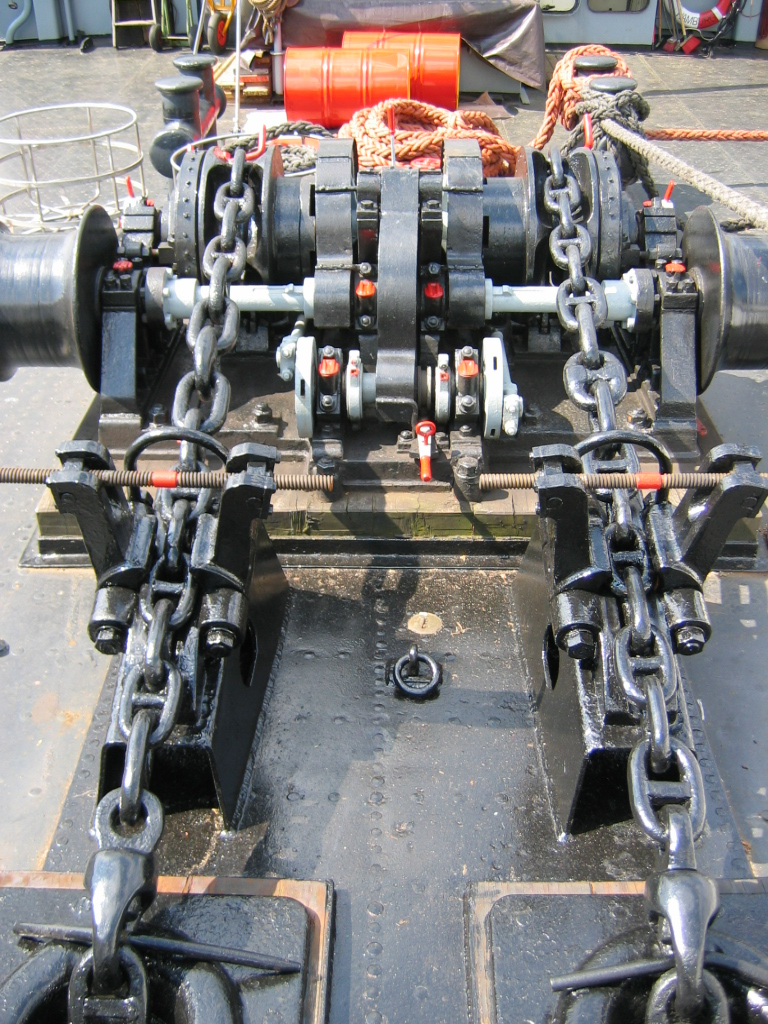
Winda kotwiczna

Na małych jachtach śródlądowych, a nawet zatokowych, kotwicę zazwyczaj podnosi się ręcznie. Siły jednego lub dwóch żeglarzy zazwyczaj wystarczają, by kotwicę wyrwać z niezbyt spoistego dna i podnieść ją na pokład.
Na dużych jednostkach taki sposób nie wchodzi w grę. Zarówno ze względu na większy ciężar kotwicy, jak i na stosowanie łańcucha kotwicznego niezbędne jest dodatkowe wsparcie techniczne. Według Polskiego Rejestru Statków jachty wyposażone w kotwice o masie przekraczającej 30 kg muszą być wyposażone w windę kotwiczną lub kabestan kotwiczny o odpowiednich parametrach technicznych.
Winda kotwiczna zwana również wciągarką składa się z koła orzechowego (inaczej łańcuchowego), handszpaka do jej ręcznej obsługi oraz niekiedy bębna służącego do nawijania lin miękkich np. cum. Wyciągarkę ręczną nazywano dawniej braszpilem.
Tradycyjnym urządzeniem do podnoszenia kotwicy, stosowanym na żaglowcach, był ręczny kabestan kotwiczny (szpil). Stanowił on duży walec o pionowo zorientowanej osi. Poziomo mocowano w nim od 4 do 16 handszpaków, które następnie były popychane przez załogę. Na statkach z napędem mechanicznym kabestan wyparty został przez kabestan mechaniczny, a następnie mechaniczną windę kotwiczną.
Do urządzeń kotwicznych zaliczamy także łoże kotwicy i kluzę kotwiczną.

## Kotwica martwa
Kotwicą martwą nazywa się urządzenie do trwałego kotwiczenia obiektów pływających – np. beczek cumowniczych, pław nawigacyjnych, statków latarniowych.
Kotwica martwa różni się od tradycyjnej tym, że w normalnej eksploatacji nie przewiduje się jej podnoszenia. Jest to najczęściej blok żelbetowy. Dużą siłę kotwiczenia, zapewnianą przez jego ciężar, nierzadko dodatkowo zwiększa się nadając mu specjalny kształt (grzyba lub śruby wkopanej w dno).

## Kotwica w kulturze
"Kotwica, jest to kawał kutego żelaza, przystosowany cudownie do swego celu, język zaś techniczny jest narzędziem doprowadzonem do doskonałości przez wieki doświadczenia — narzędziem bez skazy. ....O jej doskonałości świadczy jej rozmiar, bo żadne narzędzie nie jest tak małe w stosunku do wielkiej pracy, którą musi wykonać. " 
Joseph Conrad
"Zwierciadło Morza" rozdział IV "Godła nadziei" tłumaczenie Anieli Zagórskiej